# Chongfeng Jingyingsuo (bondby i Kina, Heilongjiang Sheng, lat 47,81, long 128,56)
Chongfeng Jingyingsuo (kinesiska: 冲锋经营所) är en bondby i Kina. Den ligger i provinsen Heilongjiang, i den nordöstra delen av landet, omkring 270 kilometer nordost om provinshuvudstaden Harbin. Antalet invånare är 616. Befolkningen består av 310 kvinnor och 306 män. Barn under 15 år utgör 6,0 %, vuxna 15-64 år 79 %, och äldre över 65 år 13,0 %.
Runt Chongfeng Jingyingsuo är det ganska glesbefolkat, med 40 invånare per kvadratkilometer. Chongfeng Jingyingsuo är det största samhället i trakten. I omgivningarna runt Chongfeng Jingyingsuo växer i huvudsak blandskog.
Genomsnittlig årsnederbörd är 1 121 millimeter. Den regnigaste månaden är juli, med i genomsnitt 260 mm nederbörd, och den torraste är februari, med 16 mm nederbörd.